# Obóz szkoleniowy Lager Jedlnia
Lager Jedlnia – obóz szkoleniowy armii niemieckiej w czasie II wojny światowej, na terenie lasów przy dzisiejszej drodze wojewódzkiej nr 737 w gminie Jedlnia-Letnisko. Obóz ten wchodził w skład dużego niemieckiego poligonu o nazwie Truppenübungsplatz Mitte Radom.
21 sierpnia 1942 na terenie Lager Jedlnia powstał pod dowództwem mjr. Oskara von Seckendorfa Legion Tatarów Nadwołżańskich (Wolgatartarische Legion), przebywających wcześniej w obozie Sonderlager für Wolga-Tataren (Lager B / Stalag 366 Siedlce). 2 października 1943 dowództwu Legionu w Lagierze Jedlnia wydano rozkaz przeniesienia się do Nancy we Francji.
W głębi lasu widoczne są pozostałości po barakach, kanalizacji i innej infrastrukturze obozu. Zachowały się również ślady po strzelnicy.
Przez teren dawnego obozu Lager Jedlnia prowadzi zielony szlak turystyczny  Radom-Pionki.

## Literatura
- Wojciech Borzobohaty, „„Jodła” Okręg Radomsko-Kielecki ZWZ-AK 1939-1945”, Warszawa 1988, ISBN 83-211-0901-2.